# San Pietro risana gli infermi con la sua ombra
San Pietro risana gli infermi con la sua ombra  è un affresco di Masaccio facente parte della decorazione della Cappella Brancacci nella chiesa di Santa Maria del Carmine a Firenze. L'opera, databile al 1425-1427 circa (230x162 cm), ritrae una scena delle storie di san Pietro derivata dagli Atti degli apostoli (V, 12-14).

## Storia
Gli affreschi della Cappella Brancacci sono un enigma per gli studiosi nella mancanza di documentazione ufficiale. Commissionati forse a Masolino, che aveva come aiutante il più giovane Masaccio, si sa solo che, tramite testimonianze indirette, dovevano essere iniziati nel 1424 e che nel 1425 vennero portati avanti dal solo Masaccio per la partenza di Masolino per l'Ungheria. Nel 1428 Masaccio, già preso da altri lavori, morì lasciando l'opera incompleta. Il registro inferiore fu comunque l'ultimo ad essere completato e vi si sente uno stacco per l'assenza di Masolino, l'evoluzione dello stile di Masaccio, che vi mise mano dopo essere stato a Pisa. 
Questa scena, salvata dalla ridipintura barocca della volta, ne uscì annerita dall'incendio del 1771 che distrusse gran parte della basilica. Solo con il restauro del 1983-1990 si è potuta riscoprire la brillante cromia originale e sono state eliminate le ridipinture.

## Descrizione e stile

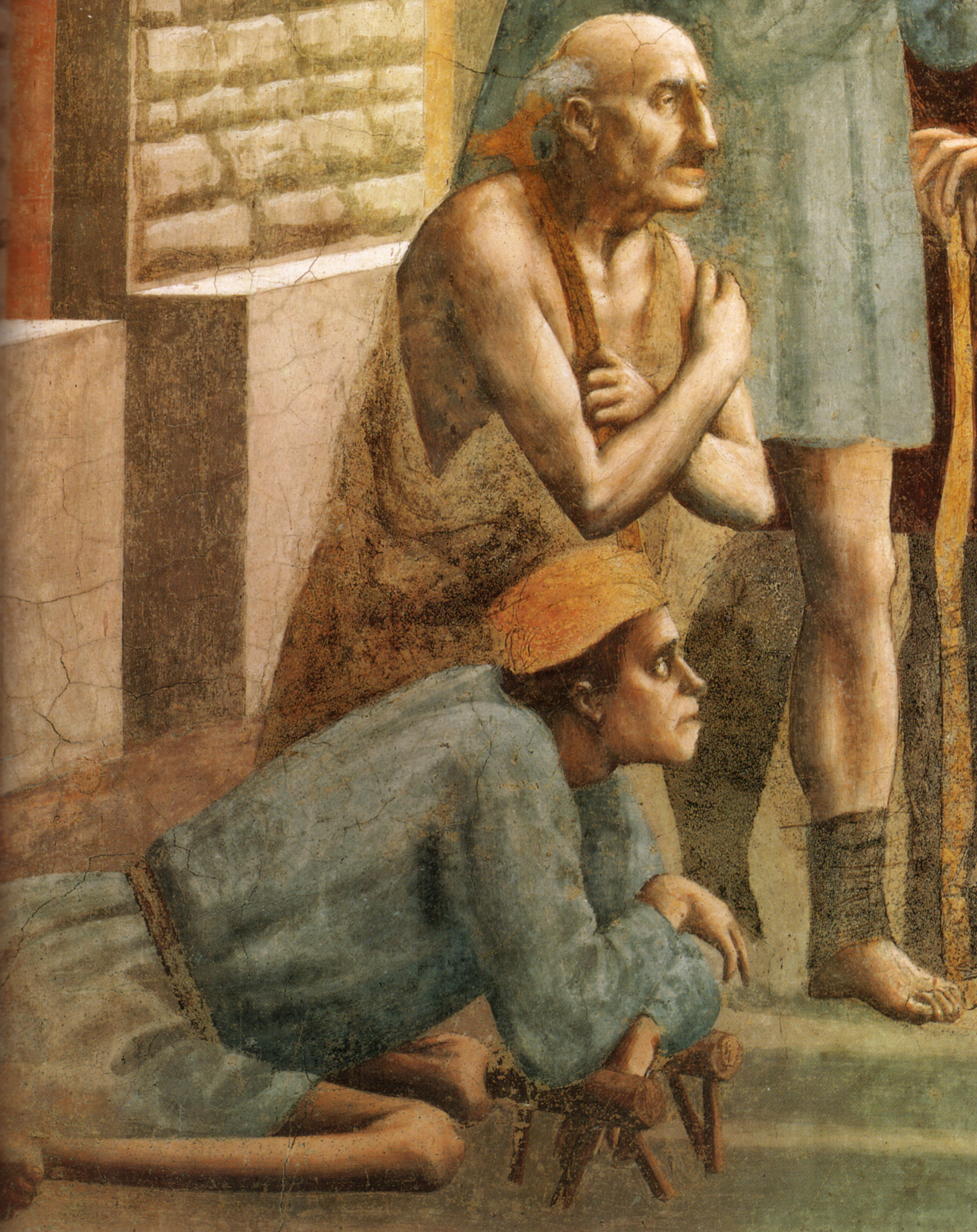
Dettaglio

La scena si trova nel registro inferiore sulla parete dietro l'altare, a sinistra. Il testo evangelico ricorda come alcuni cittadini di Gerusalemme erano soliti portare i propri infermi nelle piazze, mettendoli su giacigli e barelle in posizione tale da venire almeno sfiorati dall'ombra di Pietro in passaggio. Tutti venivano guariti.
La composizione è molto eloquente: san Pietro, seguito da san Giovanni, cammina per la strada e al passaggio della sua ombra guarisce un gruppo di infermi: due sono già in piedi che lo ringraziano (uno aveva il bastone, l'altro la caviglia fasciata), uno si sta alzando e un quarto, con le gambe deformate, è ancora accucciato a terra e guarda con trepidazione il santo. La figura col berretto rosso è stata riconosciuta come ritratto di Masolino, mentre il san Giovanni potrebbe celare un ritratto del fratello di Masaccio, lo Scheggia, seguito da un vecchio barbuto (Bicci di Lorenzo?); l'uomo con la berretta rossa, che si regge sul bastone, è stato indicato come possibile ritratto di Donatello, mentre l'uomo barbuto assomiglia a uno dei Magi nella predella del Polittico di Pisa di Masaccio.

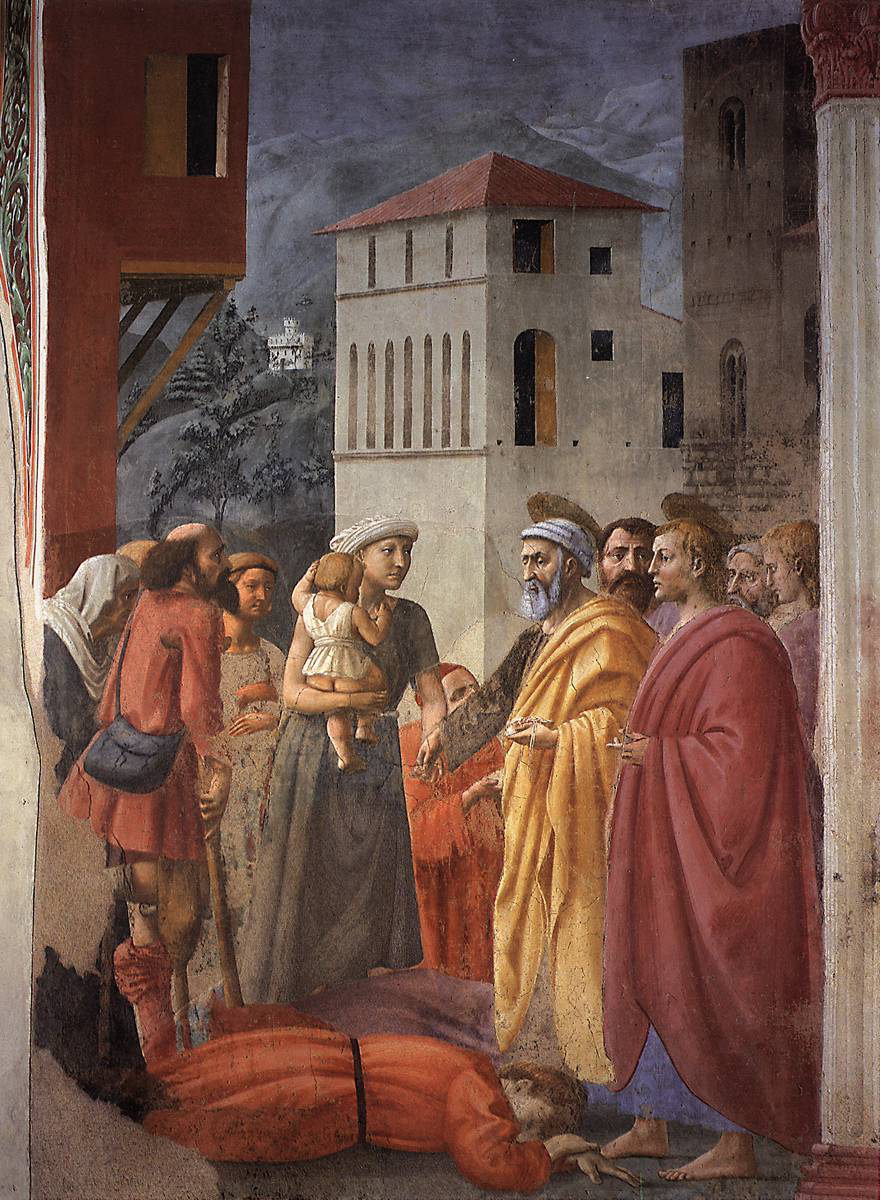
Distribuzione delle elemosine e morte di Anania

Sotto i marmi dell'antico altare era celata la parte all'estrema sinistra, con il proseguimento in prospettiva della via verso una chiesa con una bella colonna corinzia e un campanile. L'architettura continua nello sguancio della finestra con un ardito effetto ottico. Questa scena e la successiva (Distribuzione delle elemosine) sono collegate da stringenti rapporti formali e di prospettiva, col taglio obliquo delle composizioni ambientate nelle strade di una città, verosimilmente Firenze (la scena originale ha luogo in Gerusalemme). Alcuni hanno addirittura ipotizzato che la strada in questa scena, col palazzo in bugnato e la chiesa sullo sfondo, sia Borgo Albizi (e la distrutta San Pier Maggiore, proprio col campanile a vela), dove vivevano alcuni alleati dei Brancacci. La storia sacra veniva così attualizzata ed avvicinata al mondo dello spettatore, ma mancano quelle divagazioni aneddotiche che si trovano in artisti del gotico internazionale, come lo stesso Masolino nell'affresco della Guarigione dello storpio e resurrezione di Tabita. 
Se il realistico paesaggio urbano era molto raro e singolare (tra gli antecedenti ci sono Giotto e Ambrogio Lorenzetti), ancora più innovativo era il moto verso lo spettatore suggerito dalla scena, ottenuto grazie all'uso della prospettiva.
Le linee prospettiche di questa scena e di quella simmetrica convergevano al centro della parete, dove si trovava, sotto la primitiva finestra, la Crocifissione di Pietro di Masaccio.
I personaggi sono individuati concretamente con pochi ma sufficienti tratti individuali, che evitano la caratterizzazione generica di Masolino. Il senso della dignità umana tipicamente rinascimentale permea anche la bruttezza, la povertà e l'infermità fisica, sublimandone la rappresentazione che evita qualsiasi compiacimento verso il grottesco.